# Karl Ritter von Goebel
Karl Carl Immanuel Eberhard Ritter von Goebel (Billigheim, 8 marzo 1855 – Monaco di Baviera, 9 ottobre 1932) è stato un botanico tedesco.
I suoi principali campi di studio erano l'anatomia funzionale comparativa, la morfologia e la fisiologia dello sviluppo delle piante sotto l'influenza di fattori filogenetici ed estrinseci.

## Biografia

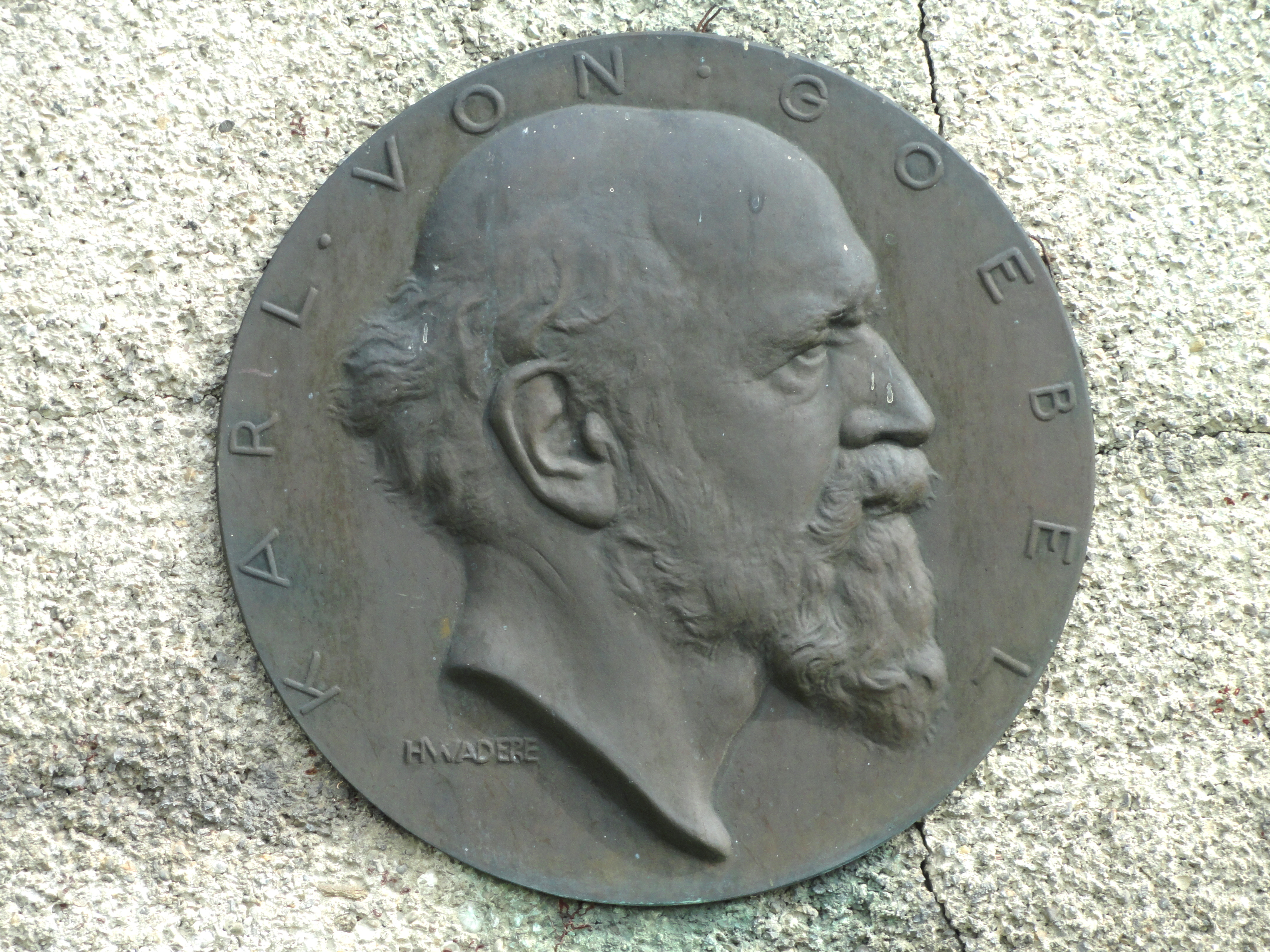
Targa commemorativa

A partire dal 1873, Goebel studiò teologia e filosofia, così come la botanica con Wilhelm Hofmeister, presso l'Università di Tubinga. Nel 1876 si trasferì a Strasburgo, dove lavorò con Anton de Bary e dove si laureò nel 1877. Nel 1878 Goebel diventò assistente di Julius von Sachs e nel 1880 docente presso l'Università di Würzburg. Nel 1881 divenne primo assistente di August Schenk presso l'Università di Lipsia, in seguito fu professore associato a Strasburgo e nel 1882 professore associato presso l'Università di Rostock, dove nel 1884 fondò l'orto botanico e un istituto botanico. Dal 1887-1891 fu professore di Marburgo, e dal 1891-1931 presso l'Università di Monaco, dove fondò il Botanischer Garten München-Nymphenburg. Nel 1885-1886 fece un viaggio a Ceylon e Giava, nel 1890-1891 Venezuela e poi presso la Guiana britannica.
Goebel fu il direttore di "Flora" dal 1889 in poi. Nel 1892 diventò membro dell'Accademia Bavarese delle Scienze (in seguito servito come Presidente). Nel 1910 fu eletto membro onorario della Royal Society di Edimburgo. Nel 1914 fu nominato membro straniero dell'Accademia Nazionale dei Lincei a Roma e nel 1926 fu eletto alla Royal Society. Nel 1931, conseguì la Medaglia Linneana della Linnean Society di Londra.